# Maniola ierniformis
Maniola ierniformis är en fjärilsart som beskrevs av Gary R. Graves 1930. Maniola ierniformis ingår i släktet Maniola och familjen praktfjärilar. Inga underarter finns listade i Catalogue of Life.